# Django Warmerdam
Django Warmerdam (Voorhout, 2 september 1995) is een Nederlands voetballer die bij voorkeur speelt als linkervleugelverdediger. In het verleden speelde hij ook als (centrale) middenvelder of centrale verdediger. Op 23 juli 2024 tekende Warmerdam een tweejarig contract bij Excelsior Rotterdam.

## Clubcarrière

### Ajax
Op zijn vierde begon Warmerdam met voetballen bij VV Foreholte. Nadat Warmerdam twee stages had afgelegd bij Ajax en op proef was geweest bij aartsrivaal Feyenoord, maakte hij in 2003 de overstap van VV Foreholte naar de jeugdopleiding van Ajax. In 2013 speelde hij met Ajax onder 19 twee wedstrijden mee in de UEFA Youth League 2013/14.
Op 8 juli 2014 tekende Warmerdam zijn eerste profcontract, wat hem tot 30 juni 2016 aan de club verbond. Vervolgens werd hij tijdens de voorbereiding op het seizoen 2014/15 bij de selectie van Jong Ajax gehaald waarmee hij enkele oefenwedstrijden speelde. Op 12 juli 2014 maakte hij zijn officieuze debuut voor het eerste elftal van de club. In de vriendschappelijke wedstrijd tegen het Duitse SV Hönnepel-Niedermörmter verving Warmerdam in minuut 60 Riechedly Bazoer. 
Op 24 november 2014 volgde bij Jong Ajax zijn officiële debuut in het betaald voetbal. In de thuiswedstrijd tegen N.E.C. (eindstand 1–1) viel Warmerdam na 81 minuten in voor Robert van Koesveld. Op 6 februari 2015 scoorde Warmerdam zijn eerste doelpunt in het betaald voetbal. Tegen FC Volendam werd met 4–3 gewonnen en met zijn doelpunt werd hij de matchwinnaar.

### Verhuur aan PEC Zwolle
In juli 2016 maakte PEC Zwolle kenbaar dat het Warmerdam gedurende het seizoen 2016/17 zou huren van Ajax.

### FC Groningen
Op 1 mei 2017 werd bekend dat Warmerdam in de zomer zou vertrekken naar FC Groningen waar hij een contract voor drie seizoenen ondertekent. Hij had nog een contract bij Ajax tot medio 2018. Bij FC Groningen was Warmerdam vanaf de eerste wedstrijd een vaste basiskracht. Aan het eind van het seizoen 2018/19 wist hij met de club de play-offs om Europees voetbal te bereiken. 

### FC Utrecht
In het seizoen 2019/20 beschikte Warmerdam over een aflopend contract bij FC Groningen. Hierdoor tekende hij op 3 februari 2020 een transfervrije overeenkomst met FC Utrecht, welke in zou gaan vanaf 1 juli 2020. Ook bij FC Utrecht werkte Warmerdam zich direct in de basis. Op 3 oktober 2021 maakte hij zijn eerste doelpunt voor FC Utrecht. In de uitwedstrijd tegen Ajax, de club uit zijn jeugdjaren, maakte hij op aangeven van Othman Boussaid het enige doelpunt in de wedstrijd, waarmee FC Utrecht de wedstrijd met 0–1 wist te winnen.
Vanaf medio maart 2022 kreeg hij met Djevencio van der Kust, opkomend vanuit de jeugdopleiding van FC Utrecht, er een concurrent bij. Vanaf dat moment was Warmerdam niet meer de onbetwiste linksback en moest hij het merendeel van invalbeurten hebben. Na zich in oktober 2022 weer in de basiself te hebben gevestigd, viel hij op 20 oktober 2022 in de KNVB Beker-wedstrijd tegen Sportlust '46 geblesseerd uit. Dit met een operatie en maandenlang herstel tot gevolg.

### Sparta Rotterdam
In mei 2023 werd bekend dat Warmerdam met ingang van het seizoen 2023/24 transfervrij de overstap zou maken naar Sparta Rotterdam. Daar tekende hij een contract tot medio 2025.

## Carrièrestatistieken

### Beloften
| Seizoen                   | Club            | Competitie      | Competitie | Competitie | Beker | Beker | Internationaal | Internationaal | Overig | Overig | Totaal | Totaal |
| Seizoen                   | Club            | Competitie      | Wed.       | Dlp.       | Wed.  | Dlp.  | Wed.           | Dlp.           | Wed.   | Dlp.   | Wed.   | Dlp.   |
| ------------------------- | --------------- | --------------- | ---------- | ---------- | ----- | ----- | -------------- | -------------- | ------ | ------ | ------ | ------ |
| 2014/15                   | Jong Ajax       | Eerste divisie  | 22         | 2          | —     | —     | —              | —              | 0      | 0      | 22     | 2      |
| 2015/16                   | Jong Ajax       | Eerste divisie  | 30         | 0          | —     | —     | —              | —              | 0      | 0      | 30     | 0      |
| Carrière totaal           | Carrière totaal | Carrière totaal | 52         | 2          | —     | —     | —              | —              | 0      | 0      | 52     | 2      |
| Bijgewerkt op 13 mei 2023 |                 |                 |            |            |       |       |                |                |        |        |        |        |

### Senioren
| Seizoen                   | Club            | Competitie      | Competitie | Competitie | Beker | Beker | Internationaal | Internationaal | Overig | Overig | Totaal | Totaal |
| Seizoen                   | Club            | Competitie      | Wed.       | Dlp.       | Wed.  | Dlp.  | Wed.           | Dlp.           | Wed.   | Dlp.   | Wed.   | Dlp.   |
| ------------------------- | --------------- | --------------- | ---------- | ---------- | ----- | ----- | -------------- | -------------- | ------ | ------ | ------ | ------ |
| 2016/17                   | → PEC Zwolle    | Eredivisie      | 26         | 4          | 3     | 0     | —              | —              | —      | —      | 29     | 4      |
| Club totaal               | Club totaal     | Club totaal     | 26         | 4          | 3     | 0     | —              | —              | 0      | 0      | 29     | 4      |
| 2017/18                   | FC Groningen    | Eredivisie      | 30         | 1          | 2     | 0     | —              | —              | —      | —      | 32     | 1      |
| 2018/19                   | FC Groningen    | Eredivisie      | 24         | 2          | 1     | 0     | —              | —              | 2      | 0      | 27     | 2      |
| 2019/20                   | FC Groningen    | Eredivisie      | 21         | 1          | 1     | 0     | —              | —              | —      | —      | 22     | 1      |
| Club totaal               | Club totaal     | Club totaal     | 75         | 4          | 4     | 0     | —              | —              | 2      | 0      | 81     | 4      |
| 2020/21                   | FC Utrecht      | Eredivisie      | 33         | 0          | 2     | 0     | —              | —              | 2      | 0      | 37     | 0      |
| 2021/22                   | FC Utrecht      | Eredivisie      | 26         | 1          | 1     | 0     | —              | —              | 0      | 0      | 27     | 1      |
| 2022/23                   | FC Utrecht      | Eredivisie      | 6          | 0          | 1     | 0     | —              | —              | —      | —      | 7      | 0      |
| Club totaal               | Club totaal     | Club totaal     | 65         | 1          | 4     | 0     | —              | —              | 2      | 0      | 71     | 1      |
| Carrière totaal           | Carrière totaal | Carrière totaal | 166        | 9          | 11    | 0     | —              | —              | 4      | 0      | 181    | 9      |
| Bijgewerkt op 13 mei 2023 |                 |                 |            |            |       |       |                |                |        |        |        |        |

## Interlandcarrière

### Nederland onder 15
In 2009 speelde Warmerdam twee keer mee in vriendschappelijke interlands tegen Turkije onder 15. In de eerste wedstrijd kwam hij als invaller in het veld. Bij aanvang van de tweede wedstrijd startte hij in de basis.
| Interlands van Django Warmerdam voor Jong Oranje | Interlands van Django Warmerdam voor Jong Oranje | Interlands van Django Warmerdam voor Jong Oranje | Interlands van Django Warmerdam voor Jong Oranje | Interlands van Django Warmerdam voor Jong Oranje | Interlands van Django Warmerdam voor Jong Oranje |
| №                                                | Datum                                            | Wedstrijd                                        | Uitslag                                          | Soort Wedstrijd                                  | Goals                                            |
| Als speler bij Ajax                              | Als speler bij Ajax                              | Als speler bij Ajax                              | Als speler bij Ajax                              | Als speler bij Ajax                              | Als speler bij Ajax                              |
| ------------------------------------------------ | ------------------------------------------------ | ------------------------------------------------ | ------------------------------------------------ | ------------------------------------------------ | ------------------------------------------------ |
| 1.                                               | 8 december 2009                                  | Nederland - Turkije                              | 4 – 1                                            | Vriendschappelijk                                | 0                                                |
| 2.                                               | 10 december 2009                                 | Nederland - Turkije                              | 2 – 1                                            | Vriendschappelijk                                | 0                                                |

### Nederland onder 21
Op 8 mei 2015 maakte bondscoach Remy Reijnierse bekend dat Warmerdam behoorde tot de 39-koppige voorselectie voor het internationale jeugdtoernooi in het Franse Toulon. Warmerdam behoorde tevens tot de 25-koppige selectie die op een trainingsstage zou gaan ter voorbereiding op het toernooi. Warmerdam haalde ook de definitieve selectie die zou uitkomen op het toernooi. Tijdens de eerste wedstrijd van het toernooi tegen Costa Rica die met 3-2 werd gewonnen door Jong Oranje maakte Warmerdam zijn debuut. Warmerdam kwam na een uur spelen in de ploeg voor Thom Haye. Jong Oranje kwam in het toernooi niet verder dan de groepsfase, wel kwam Warmerdam in alle duels op het toernooi in actie.
| Interlands van Django Warmerdam voor Jong Oranje | Interlands van Django Warmerdam voor Jong Oranje | Interlands van Django Warmerdam voor Jong Oranje | Interlands van Django Warmerdam voor Jong Oranje | Interlands van Django Warmerdam voor Jong Oranje | Interlands van Django Warmerdam voor Jong Oranje |
| №                                                | Datum                                            | Wedstrijd                                        | Uitslag                                          | Soort Wedstrijd                                  | Goals                                            |
| Als speler bij Ajax                              | Als speler bij Ajax                              | Als speler bij Ajax                              | Als speler bij Ajax                              | Als speler bij Ajax                              | Als speler bij Ajax                              |
| ------------------------------------------------ | ------------------------------------------------ | ------------------------------------------------ | ------------------------------------------------ | ------------------------------------------------ | ------------------------------------------------ |
| 1.                                               | 27 mei 2015                                      | Nederland - Costa Rica                           | 3 – 2                                            | Internationale jeugdtoernooi Toulon              | 0                                                |
| 2.                                               | 29 mei 2015                                      | Verenigde Staten - Nederland                     | 3 – 1                                            | Internationale jeugdtoernooi Toulon              | 0                                                |
| 3.                                               | 31 mei 2015                                      | Nederland - Qatar                                | 5 – 1                                            | Internationale jeugdtoernooi Toulon              | 0                                                |
| 4.                                               | 4 juni 2015                                      | Frankrijk - Nederland                            | 4 – 0                                            | Internationale jeugdtoernooi Toulon              | 0                                                |